# Lactoris fernandeziana
Lactoris fernandeziana je druh rostliny z čeledi podražcovité. V minulosti byl řazen do monotypické čeledi Lactoridaceae. Je to drobnolistý keř, rostoucí výhradně na ostrovech Juan Fernandez u pobřeží Chile.

## Popis
Lactoris fernandeziana je nevelký keř se střídavými drobnými jednoduchými listy s velkými vytrvalými intrapetiolárními palisty. Listy jsou obvejčité, celokrajné, dvouřadě rozložené, se zpeřenou žilnatinou.
Květy jsou drobné, trojčetné, pravidelné, jednotlivé v úžlabí listů nebo v úžlabních vrcholících. Kalich je složen ze 3 volných lístků, koruna chybí. Tyčinek je 6 a jsou volné, ve dvou kruzích. V některých květech je část tyčinek přeměněna ve staminodia. Semeník je svrchní, ze 3 plodolistů srostlých jen na bázi. Čnělky jsou krátké, se sbíhavou bliznou. V každém plodolistu je 4 až 8 vajíček. Plodem je souplodí měchýřků. Semena obsahují olejnatý endosperm.

## Rozšíření
Druh roste výhradně na ostrovech Juan Fernandez u chilských břehů.

## Taxonomie
Podle kladogramů APG je rod Lactoris sesterskou větví čeledi podražcovité (Aristolochiaceae). V minulosti byl kladen do samostatné monotypické čeledi Lactoridaceae, která byla v systému APG IV z roku 2016 vřazena do čeledi Aristolochiaceae.
Někteří taxonomové řadili čeleď Lactoridaceae do samostatného řádu Lactoridales nebo dokonce nadřádu Lactoridanae (Tachtadžjan).